# Plaque (vaatvernauwing)
Plaque of atheroomplaat is een opbouw van vetachtige stoffen aan de binnenkant van de bloedvaten. Plaquevorming treedt meestal geleidelijk op naarmate de leeftijd stijgt.
Tijdens het verouderen ontstaan er voortdurend kleine beschadigingen aan de bloedvaatwanden. Deze kleine stukjes worden normaal automatisch gerepareerd, maar als zo'n stukje niet gerepareerd wordt, kunnen er in de loop van tijd vetachtige stoffen aan de scheur kleven. Dit gebeurt vooral in slagaders, waarbij de stof cholesterol een belangrijke rol speelt. Eenmaal aangekoekt, groeit deze plek door en vernauwt zo het bloedvat.